# Douglas Trumbull

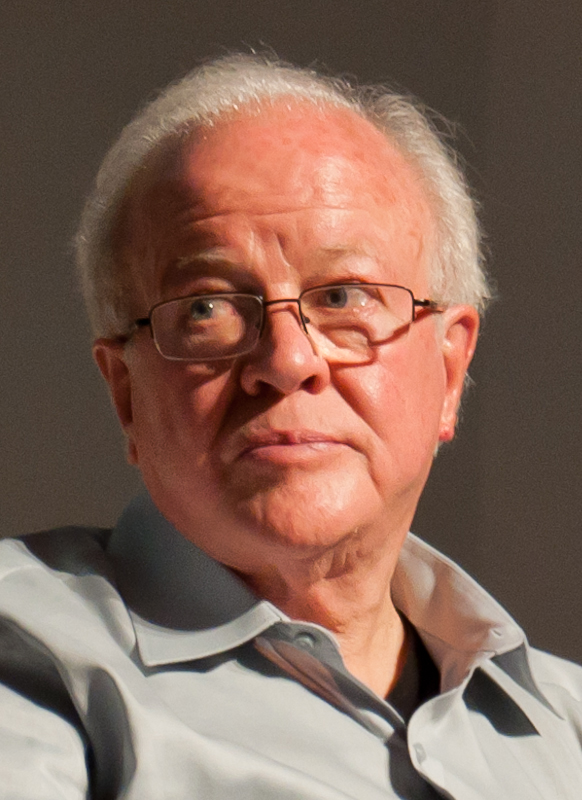
Douglas Trumbull auf der FMX 2012

Douglas Trumbull (* 8. April 1942 in Los Angeles, Kalifornien; † 7. Februar 2022 in Albany, New York) war ein US-amerikanischer Spezialist für Film-Spezialeffekte und Regisseur. Trumbull gilt als Pionier moderner Tricktechnik.

## Leben
Trumbull kam 1942 als Sohn des Filmtechnikers Donald Trumbull und der Kunstmalerin Carroll Roy Trumbull zur Welt. Nach einem abgebrochenen Architekturstudium bewarb er sich erfolglos bei allen Zeichentrick-Studios, bis er bei einer Trickfirma als Maler für Hintergründe engagiert wurde. Dort leitete er bereits ein Jahr später die Background-Abteilung.
Trumbull partizipierte maßgeblich an Filmen der U.S. Air Force und der NASA und arbeitete mit dem Wissenschaftsfilmer Con Peterson. Seinen Durchbruch stellte der 15-minütige Trickfilm To the Moon and beyond dar, den IBM 1964 bei der Weltausstellung in New York zeigte.
Er arbeitete 1968 an 2001: Odyssee im Weltraum als Special Effects Supervisor und war dort für den so genannten Slitscan-Effekt im letzten Teil des Films verantwortlich. Der Film brachte Regisseur Stanley Kubrick bei der Oscarverleihung 1969 den Oscar für die Besten visuelle Effekte ein.
Danach schlug er das Angebot aus, die Spezialeffekte für Krieg der Sterne zu inszenieren, vermittelte aber den Kontakt zu seinem ehemaligen Assistenten John Dykstra, für den die Mitarbeit am Star Wars Franchise den endgültigen Durchbruch in der Branche bedeutete. Dykstra holte Trumbull später für die Gestaltung von Tricksequenzen für den ersten Star-Trek-Film und für Blade Runner zu Industrial Light & Magic (ILM). Die rotierende Darstellung des Wildfire-Laboratoriums in dem Film Andromeda – Tödlicher Staub aus dem All gilt als der erste CGI-Effekt in einem Film.
1972 drehte Trumbull mit verhältnismäßig geringem Budget den Science-Fiction-Film Lautlos im Weltraum (Originaltitel Silent Running). Dieser Film benutzte unter anderem Spezialeffekte, die für 2001 entwickelt worden waren, aber nicht den Weg in den Film fanden. Lautlos im Weltraum wurde aber an den Kinokassen zum Flop und fand nicht den Weg in die deutschen Kinos. Sein zweiter Film Projekt Brainstorm floppte ebenfalls.
Trumbull gilt auch als Erfinder des Showscan-Verfahrens, das 65/70-mm-Film mit einer Bildfrequenz von 60 fps verwendet. Später konzentrierte sich Trumbull darauf, Technik für Ausstellungen und für Fahrgeschäfte in Freizeitparks zu entwickeln. 2002 hatte er einen Vorstandssitz bei IMAX.
Für seine Mitarbeit an anderen Filmen wurde er dreimal für den Oscar für die besten visuellen Effekt nominiert. 1993 wurde er mit der Academy Scientific & Engineering Award ausgezeichnet und erhielt einen Oscar für sein Lebenswerk. 2010 wurde er in die Science Fiction Hall of Fame aufgenommen.
2018 porträtierte Grégory Wallet Trumbull in der Dokumentation Trumbull Land.
Am 7. Februar 2022 starb Trumbull nach einer Krebserkrankung und einem Schlaganfall, wenige Wochen vor seinem 80. Geburtstag.

## Filmografie
Spezialeffekte
- 1964: To the Moon and Beyond (Dokumentarfilm)
- 1968: 2001: Odyssee im Weltraum (2001: A Space Odyssey)
- 1968: Candy
- 1971: Andromeda – Tödlicher Staub aus dem All (The Andromeda Strain)
- 1972: Lautlos im Weltraum (Silent Running)
- 1977: Unheimliche Begegnung der dritten Art (Close Encounters of the Third Kind)
- 1979: Star Trek: Der Film (Star Trek: The Motion Picture)
- 1982: Blade Runner
- 2011: The Tree of Life
- 2018: The Man Who Killed Hitler and Then The Bigfoot

Regie
- 1972: Lautlos im Weltraum (Silent Running)
- 1978: Night of Dreams (Kurzfilm)
- 1983: Projekt Brainstorm (Brainstorm)
- 1983: Big Ball (Kurzfilm)
- 1985: Tour of the Universe (Kurzfilm)
- 1985: Let's Go (Kurzfilm)
- 1989: Leonardo's Dream (Kurzfilm)
- 1993: In Search of the Obelisk (Kurzfilm)
- 1993: Theater of Time (Kurzfilm)
- 1993: Luxor Live (Kurzfilm)
- 2011: Golden Eyes (Kurzfilm)

## Auszeichnungen und Nominierungen
- 1978: Nominierung für den Oscar für die Besten visuelle Effekte für Unheimliche Begegnung der dritten Art, gemeinsam mit Roy Arbogast, Matthew Yuricich, Gregory Jein und Richard Yuricich
- 1980: Nominierung für den Oscar für die Besten visuelle Effekte für Star Trek: Der Film, gemeinsam mit John Dykstra, Richard Yuricich, Robert Swarthe, David K. Stewart und Grant McCune
- 1983: Nominierung für den Oscar für die Besten visuelle Effekte für Blade Runner, gemeinsam mit Richard Yuricich und David Dryer
- 1993: Academy Scientific & Engineering Award, gemeinsam mit Geoffrey H. Williamson, Robert D. Auguste und Edmund DiGiulio
- 2012: Gordon E. Sawyer Award